# Rudraige mac Dela
Rudraige (fl. XX-XVI secolo a.C.) figlio di Dela dei Fir Bolg, fu il secondo leggendario re supremo d'Irlanda che successe al fratello Sláine.
Quando i Fir Bolg invasero l'Irlanda i cinque figli di Dela si spartirono l'isola: Rudraige giunse a Tracht Rudraige (Dundrum) e prese l'Ulster.
Lui e suo fratello Genann comandarono su quella parte dei Fir Bolg conosciuta come Fir Domnann, un popolo realmente esistito che potrebbe essere correlato con i Dumnoni della Britannia e della Gallia.
Sposò Liber.
Dopo la morte del fratello Sláine Rudraige divenne re supremo, regando per due anni, dopodiché nel 1511 a.C. morì a Brú na Bóinne (Newgrange).
Gli successero i fratelli Gann e Genann.

## Fonti
- Lebor Gabála Érenn
- Annali dei Quattro Maestri
- Foras Feasa ar Éirenn di Seathrún Céitinn